# 王公院

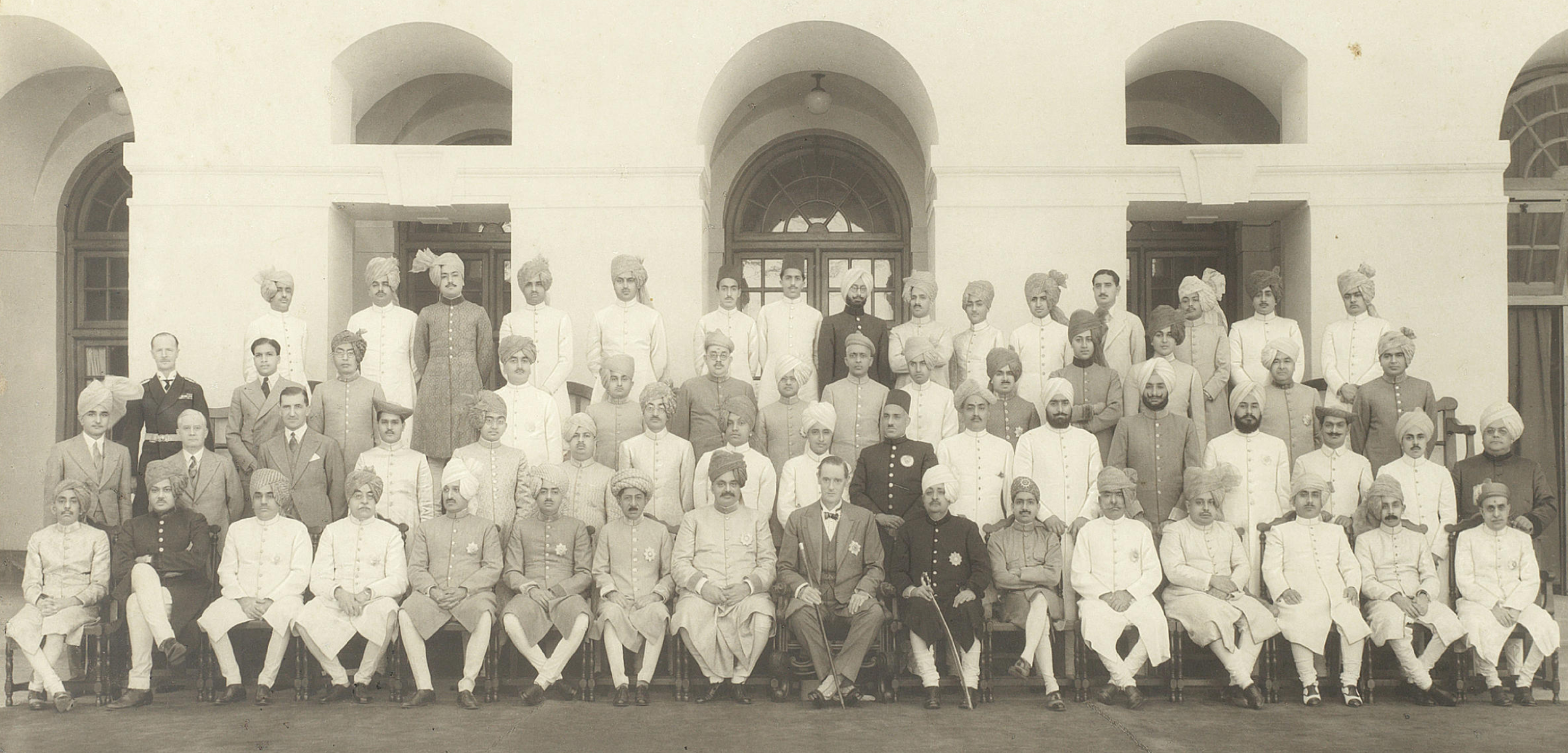
王公院会议合影，摄于1941年3月

王公院（The Chamber of Princes，又译王公会议、王公大会），由英国国王乔治五世于1920年成立，旨在为印度各土邦的统治者提供一个发声渠道，向英属印度殖民政府表达他们的需求和愿望。它一直存在到1947年英国统治结束。

## 概述

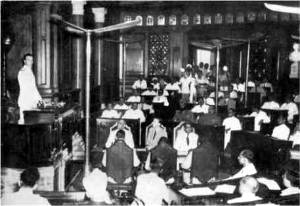
蒙巴顿作为英国王室代表在王公院发表讲话

在《1919年印度政府法案》于1919年12月23日获得御准后，英王乔治五世于1919年12月23日宣布成立土邦王公院。这一组织的成立标志着英国放弃了长期以来将印度各土邦统治者彼此隔离、与世界其他地区隔离的政策。
王公院首次会议于1921年2月8日召开，由120名创始成员组成。其中有108个席位代表了108个重要的土邦，其余12个席位代表了另外127个土邦。其余327个小土邦没有代表。此外，一些重要的土邦王公，如巴罗达土邦、瓜廖尔土邦和霍尔卡土邦拒绝加入。

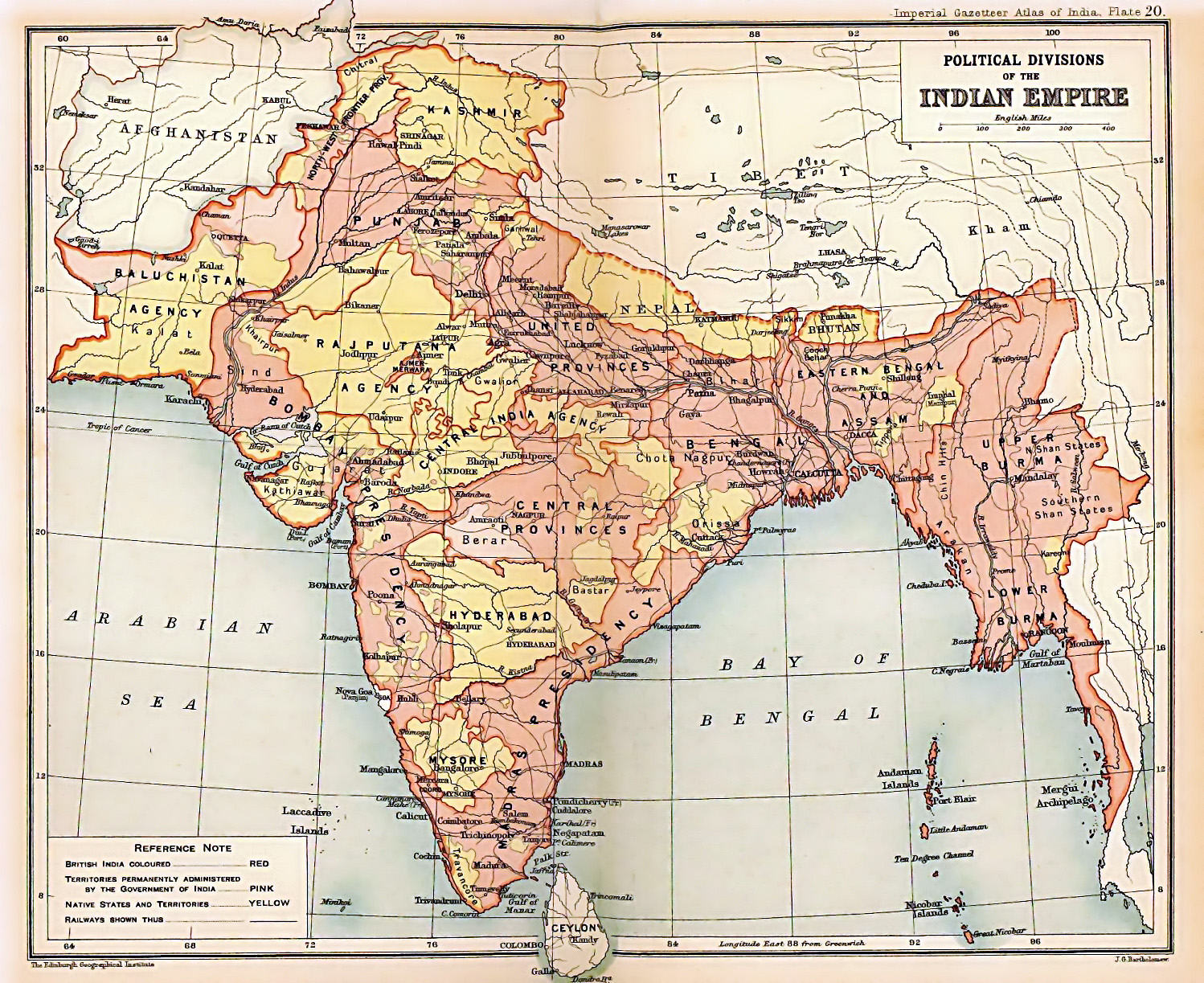
英属印度地图，其中土邦以黄色标出

王公院通常每年只召开一次会议，由印度总督主持，其余时间则由常务委员会维持运行，常务委员会主席由王公院从各土邦王公中选举出一名王公担任。
王公院的会议地点位于新德里国会大厦。今天，该会议大厅被用作印度议会图书馆。